# ノータ・ベーネ

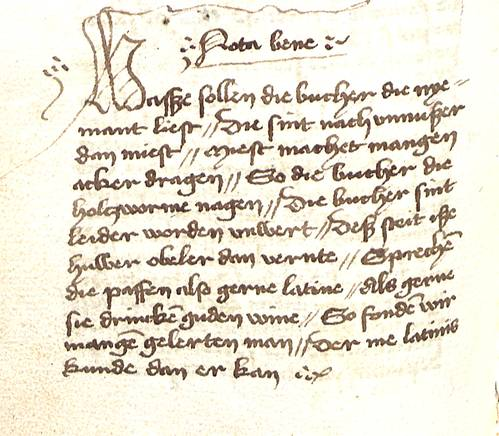
ノータ・ベーネの編集上の備考： 『Verses on the Futility of Unread Books（未読本の無益さについての詩）』は、この主題をより深く論じるために読者に提示されたNBである。(筆跡Hs. I 300、マインツ市立図書館蔵）。

ノータ・ベーネ（ラテン語：Nota bene、[ˈnoʊtə ˈbɛneɪ]、[ˈnoʊtə ˈbɛni]、または[ˈnoʊtə ˈbiːni]、複数：notate bene）は、ラテン語で「よく注意せよ」という意味。写本において、「nota bene」は大文字でNB、N.B.、小文字でn.b.、nbと略される。「nota bene」と「notate bene」の出版物編集における用法が、英語の文体のなかに初めて登場したのは1711年頃。近代英語では、14世紀以降、NBの編集上の用法は、訴訟される問題を修飾する主題に対して、関連した側面に読者の注意を向けさせるためのもので、法律文書のスタイルに共通するものとなっている。また、アカデミック・ライティングでは、編集上の省略形「n.b.」が脚注のカジュアルな同義語となっている。

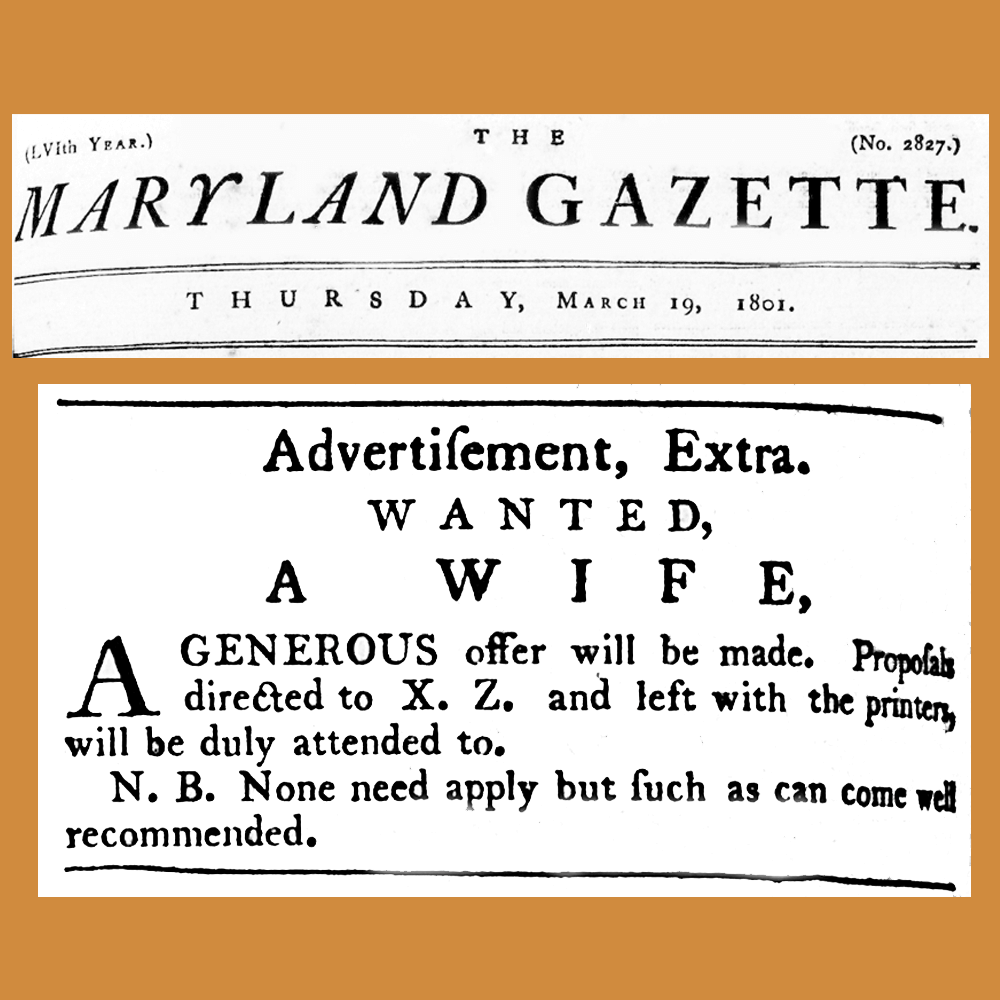
ノータ・ベーネの編集上の用法： 1801年、「妻募集」という新聞広告の著者は、大文字のN.B.という編集上の略語を使い、道徳的な女性だけが結婚を申し込むに足ると定義した。

中世の写本では、読者の注意を引くために使われた編集記号も「nota bene」記号と呼ばれるが、中世の編集記号の目録にNBという略号は含まれていない。中世のN.B.マークに相当するものは、ラテン語の「nota」の4文字に由来するアナグラムであり、すなわち「dignum memoria」（「覚えておく価値がある」）の略語DMや、関連する補助テキストの開始を示す小さな手である「manicule」（☞）のタイポグラフィ索引記号となっている。

## 参照
- 注釈
- 傍論
- 追伸
- ラテン語の成句の一覧
- 法学のラテン語成句の一覧